# Нилотски језици
Нилотски језици су подгрупа у оквиру нило-сахарске породице језика. Нило-сахарска породица језика се дели на девет група. Једна од девет група су источно-судански језици. Источно судански језици се деле на северне и јужне. Дакле, нилотски језици спадају у јужну групу источно-суданских језика.
Нилотски језици се говоре на великом простору између Судана на северу и Танзаније на југу, и од ДР Конга и Уганде на западу до Етиопије и Кеније на истоку. Овај простор насељавају Нилотски народи за које је карактеристично да се баве сточарством.

## Класификација
Нилотски језици се деле у три подгрупе:
- источнонилотски језици, има их 16 и деле се на две подгрупе
  - бари језици (3)
  - тесо-лутоко-масаји језици (13)
- јужнонилотски језици, има их 16 и деле се на две подгрупе
  - каленџин језици (14)
  - омотско-датуга језици (2)
- западнонилотски језици, има их 31 и деле се на две подгрупе
  - динка-нуер језици (7)
  - луо језици (24)